# Cayratia dichromocarpa
Cayratia dichromocarpa là một loài thực vật hai lá mầm trong họ Nho. Loài này được (H.Lév.) Rehder miêu tả khoa học đầu tiên năm 1934.